# Ramón Heredia
Ramón Armando Heredia Ruarte (ur. 26 lutego 1951 w Córdobie) – były reprezentant Argentyny w piłce nożnej, występował na pozycji obrońcy.
Heredia karierę zaczynał w roku 1969 w San Lorenzo de Almagro. Był częścią drużyny, która w 1972 roku zdobyła mistrzostwo Argentyny. W 1973 roku dołączył do Atlético Madryt i wystąpił z tą drużyną w finale Pucharu Europy. Karierę zakończył w Paris Saint-Germain F.C.
Heredia (pseudonim Cacho) wystąpił 30 razy w reprezentacji Argentyny. Brał udział w mistrzostwach świata w 1974 roku.